# RMS Queen Mary

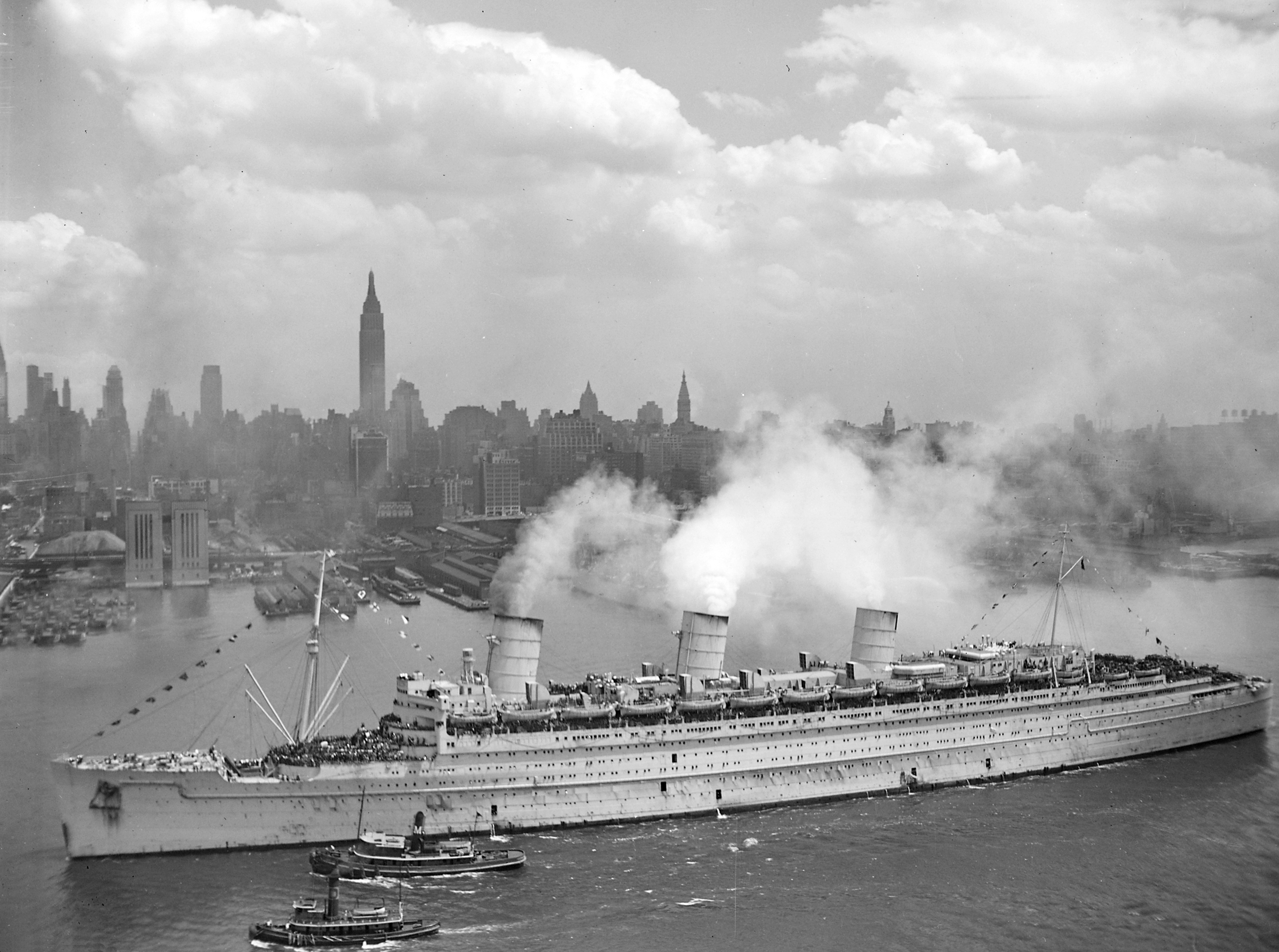
A Queen Mary mint hadihajó megérkezése New Yorkba, 1945. június 20.

Az RMS Queen Mary egy Cunard Line (más nevén Cunard White Star Line) óceánjáró, amely 1936 és 1967 között az Atlanti-óceán északi részén közlekedett. A John Brown and Company cég építette Clydebankben (Skócia), első tagjaként a Cunard tervezett heti kéthajós Southampton-New York-i expressz járatának. A hajó a kontinentális Európában az 1920-as évek végén és az 1930-as évek elején épült szuper-óceánjárókra adott brit válasz volt. A Queen Maryt és valamivel később épült nagyobb testvérét, a Queen Elizabetht a második világháborúban csapatszállításra használták. Ezután majd még két évtizedig teljesítettek szolgálatot a polgári hajózásban.

## A névadás legendája
A hajót Mary of Teckről, V. György brit király feleségéről nevezték el. Ezt a nevet a vízre bocsátásig szigorúan titokban tartották és addig csak „Cunard No. 534” néven emelgették a készülő hajót.
A legenda szerint Viktória királynőről akarta elnevezni a hajót, követve a cégnek azt a hagyományát, hogy a hajóinak neve „-ia” végződésű. De amikor a cég képviselői a király hozzájárulását kérték, hogy a hajót az ország „legnagyobb királynőjéről” (angolul „greatest queen”) nevezzék el, azt a választ kapták, hogy Mary of Teck örülne ennek. A legenda szerint így Cunardnak nem volt más választása, mint hogy Mary-ről nevezze el az 534-est.
A cég ezt a történetet később cáfolta és az is egy másik verziót tesz valószínűbbé, hogy korábban uralkodói neveket csak a királyi flotta fő hajóinak adtak. A Queen Mary név inkább kompromisszum lehetett Cunard és a cégébe akkortájt (1934 áprilisában) beolvadt White Star Line cég között egy semleges megoldásban, hiszen a White Star Line hagyományosan „-ic” végződésű nevet adott saját hajóinak.

## Az építés története
A hajó építése 1930 decemberében kezdődött, de egy évvel később a gazdasági világválság közepette leállt. Cunard a brit kormányhoz folyamodott kölcsönért, hogy befejezhessék a hajót, és sikerrel járt, sőt a kapott pénz arra is elegendő volt, hogy váltótársat is építsenek a hajónak. A kölcsön egyik feltétele volt, hogy a Cunard vegye át a pénzügyileg gyengélkedő legfőbb versenytársát, a White Start.
A Queen Mary 1936. május 27-én futott ki első útjára Southamptonból. Ekkor a világ második legnagyobb óceánjárója volt a francia Normandie után.

## A hajó története
A Queen Mary 311 méter hosszú volt és a névleges hasznos térfogata 81 237 bruttó regisztertonna volt. Összehasonlításképp, a Titanic 270 méter hosszú volt és a névleges hasznos térfogata 46 000 brt. 1936 augusztusában elhódította a Kék Szalagot az SS Normandie-től, 30,14 csomós (55,82 km/h) átlagsebességgel. 1937-ben az SS Normandie visszaszerezte a trófeát, a Queen Mary 30,99 csomós (57,39 km/h) sebességgel később újra visszakapta.
A hajó hírnevét Nagy-Britanniában az 1930-as évek végére elhomályosította az HMS Hood csatacirkáló népszerűsége. 1939. szeptember 1-jén, a második világháború kitörésének napján a Queen Mary elindult szokásos útjára New York felé. Mire megérkezett, kitört a háború, és a hajó azt az utasítást kapta, hogy maradjon ott korábbi nagy vetélytársával, a Normandie-val együtt. Később csatlakozott hozzájuk a Queen Elizabeth is.

### A háborúban
A Queen Mary-t, majd váltótársát is végül Ausztráliába rendelték, hogy ottani és új-zélandi csapatokat szállítsanak. Álcázó festést kaptak, emiatt a tengerészek közt mindkét hajóról a „Szürke Kísértet” gúnynév terjedt el. Egyetlen úton 15 ezer embert is szállíthattak, így ők lettek a háború legnagyobb és leggyorsabb csapatszállító hajói.
Méretük és presztízsük olyan becses célponttá tette őket, hogy Adolf Hitler 250 000 dollárnak megfelelő összeget és Vaskeresztet ígért annak az U-Boot (német tengeralattjáró) parancsnoknak, aki elsüllyeszti őket. Nagy sebességük azonban gyakorlatilag lehetetlenné tette a tengeralattjárók számára, hogy utolérjék őket. A Queen Mary egy alkalommal majdnem mégis áldozatul esett, de egy elfogott rádióüzenet után még éppen időben megváltoztatta pályáját.
1942 októberében a Queen Mary véletlenül nekiütközött a HMS Curacoa könnyűcirkálónak és elsüllyesztette. Ezzel 338 ember halálát okozta, a hajónak ugyanis megtiltották a megállást és mentést. Ugyanazon év decemberében a hajó egy 23 méter magas vízfallal - egy un. gonosz hullámmal - ütközött és majdnem felborult, miközben éppen 15 ezer katonát szállított. Az incidenst akkor titokban tartották. Az incidens ihlette Paul Gallicót, hogy 1969-ben megírja a The Poseidon Adventure című regényét, amiből 1972-ben A Poszeidon katasztrófa cimmel film készült, amit a Queen Mary-n forgattak.

### A háború után
A háború után a két, utasszállítóvá visszavedlett hajó uralta a transzatlanti utasforgalmat. A Queen Mary 1967-ben, a Queen Elizabeth 1968-ban vonult nyugdíjba. Helyüket a Queen Elizabeth 2 vette át. 2004-ben pedig útjára indult a Queen Mary 2 is.
1967 óta a Queen Mary a kaliforniai Long Beach-ben horgonyoz. Ma hotel, múzeum és rendezvényközpont.
A hajóról az terjedt el, hogy több pontján kísértetek járnak. Beszámolók szerint néha gyermekhangok hallatszanak a valamikori gyermekőrző szobából és visszhangok a kiürített úszómedencéből. Van, aki szerint John Peddar tűzoltó kísértete is a hajón jár, akit 1966-ban, 18 éves korában a gépházban halálra zúzott egy rácsapódó vízbiztos ajtó.

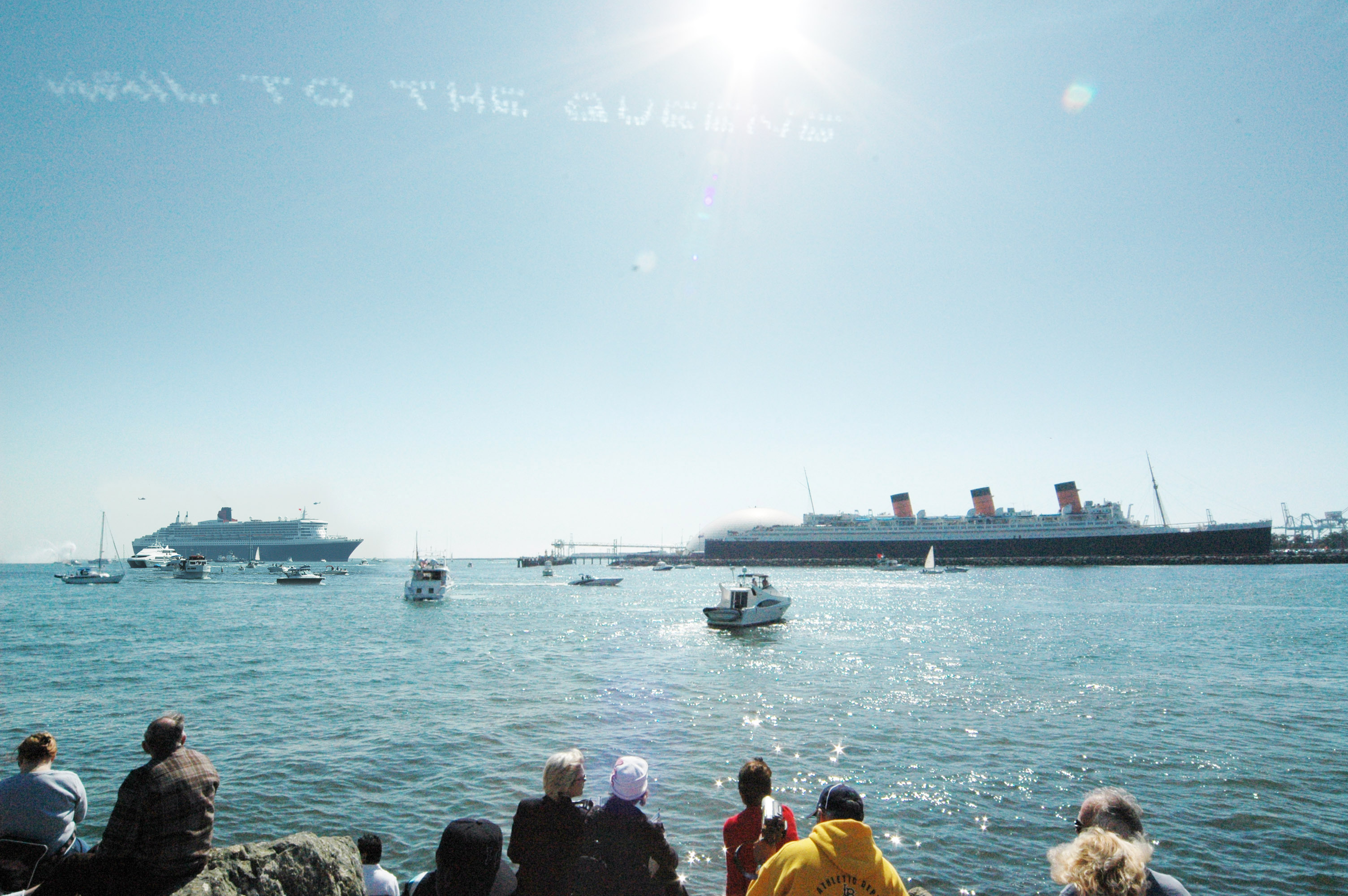
A két hajó találkozása

2006. február 23-án a Queen Mary 2 „meglátogatta” a Queen Mary-t, és a hatalmas médiavisszhang nagyon jól jött a régóta pénzügyi nehézségekkel küzdő öregebb hajónak.

## Filmek
- Pearl Harbour film
- Az A Poszeidon katasztrófa című 1972-es filmet részben a Queen Mary fedélzetén vették fel és speciális effektusokban használt Poszeidon-felvételekhez a Queen Mary modelljét használták fel.
- Az S.O.S. Titanic című 1979-es film bizonyos részeit szintén a Queen Mary-n vették fel.
- A 2010-es Titanic 2. című filmben a Queen Mary játszotta a címbéli hajó szerepét.
- A 2022-es Titanic 666(Titanic 3) című film. A belsejében vették fel a legtöbb részletet valamint nagyon sok helyen a hajó keményei megfigyelhető pl. Indulás
- Az elátkozott Queen Mary (2023)

## Lásd még
- RMS
- RMS Queen Elizabeth
- RMS Queen Mary 2
- RMS Queen Elizabeth 2
- Cunard Line

## Külső hivatkozások
- A Queen Mary hivatalos weboldala (angolul)
- Queen Mary fotóoldal (angolul)
- RMS Queen Mary (angolul)
- Nagy óceánjárók Archiválva 2008. május 9-i dátummal a Wayback Machine-ben (angolul)
- A Queen Maryk találkozása (angolul)
- Queen Mary Tengerészeti Örökség oldal (angolul)
- A hajó egyéb jellemzői (angolul)